# Nia Sioux
Nia Sioux Frazier (Pittsburgh, Pensilvania, 20 de junio de 2001), conocida como Nia Sioux, es una bailarina, cantante, actriz y modelo estadounidense. Es conocida por aparecer en el reality show de Lifetime, Dance Moms.

## Biografía
Nia nació en Pittsburgh el 20 de junio de 2001. Es hija de la educadora y celebridad de televisión Holly Hatcher-Frazier y del señor Evan Frazier. Es hermana de Evan Frazier Jr y William Frazier. 

## Carrera
Nacida en Pittsburgh, Nia está en las artes desde los 3 años. Tocó la batería por 2 años y el piano por más de 5 años.                             
Formó parte de la Compañía de Danza Abby Lee (en inglés Abby Lee Dance Company o ALDC) desde temprana edad. Perteneció al equipo de competencia de baile "Junior Élite" de la compañía.
Sioux y su madre fueron las más antiguas del reality show Dance Moms que llevó alrededor de siete temporadas  en la cadena de televisión americana Lifetime. Ha participado como modelo y actriz en varios vídeos musicales como "Freaks Like Me" de Todrick, "It's A Girl Party" de Mack Z y "Turn Up The Track" de MattyB. En 2013 hizo una aparición en otro reality show de Abby Lee Miller, llamado "Abby's Studio Rescue".
Nia es también cantante, y cuenta con una discografía con canciones como "Star In Your Own Life" y "SLAY" en colaboración con Coco Jones. Ha modelado para varias revistas como "Big City Kids", "Sesi" y Seventeen .

### Filantropía
Actualmente es un modelo a seguir, pues nunca se rindió a pesar de una enfermedad que padeció cuando era pequeña. Visita fundaciones para dar su testimonio y ayuda a que los niños pueden ser estrellas en sus propias vidas a pesar de todo. Apoya a los niños con cáncer y a la protección animal.

## Filmografía

### Como ella misma
| Año       | Serie                             | Papel      | Notas               |
| --------- | --------------------------------- | ---------- | ------------------- |
| 2011-2017 | Dance Moms                        | Ella misma | Irremplazable       |
| 2013      | Abby's Ultimate Dance Competition | Ella misma | Invitada episodio 2 |
| 2015      | The View                          | Ella misma | Invitada            |

## Discografía
| Año  | Título                        | Artista       | Nota                              |
| ---- | ----------------------------- | ------------- | --------------------------------- |
| 2012 | "Summer love song"            | Brooke Hyland | Como actriz                       |
| 2014 | "It's a girl party"           | Mack Z        | Como actriz y bailarina           |
| 2014 | "Freaks like me"              | Todrick Hall  | Como actriz, cantante y bailarina |
| 2015 | "Turn up the track"           | MattyB        | Como bailarina                    |
| 2015 | "Star in your own life"       | Nia Sioux     | Ella misma                        |
| 2015 | Slay" featuring Coco Jones    | Nia Sioux     | Ella misma                        |
| 2016 | "Young love" (Vídeo de baile) | Nia Sioux     | Ella misma                        |
| 2016 | "Straigth outta Oz"           | Todrick Hall  | Bailarina y actriz (Cameo)        |
| 2011 | "I'ts Like Summer"            | Lux           | Bailarina y actriz                |

|-
|2020
|"Donuts"
| Kenzie 
| Bailarina y actriz
|-
|}

### Sencillos
| Título                                           | Año  | Máxima posición | Álbum                                            |
| Título                                           | Año  | US              | Álbum                                            |
| ------------------------------------------------ | ---- | --------------- | ------------------------------------------------ |
| "Star In Your Own Life"                          | 2015 | —               | TBA                                              |
| "Star In Your Own Life (Remix)"                  | 2015 | —               | TBA                                              |
| "Slay" featuring Coco Jones                      | 2015 | —               | TBA                                              |
| "DJ Fav" (Soundtrack de la película High Strung) | 2016 | —               | High Strung (Original Motion Picture Soundtrack) |

## Teatro
"Trip Of Love" (off-Broadway) - Performer